# Гаврилкевич, Бенедикт Брониславович
Гаврилкевич Бенедикт Брониславович (14 ноября 1909 года, Москва — 30 июня 1994 года, Одесса) — председатель колхоза имени Карла Либкнехта Овидиопольского района Одесской области УССР. Герой Социалистического Труда. Заслуженный агроном УССР (1956).

## Биография
Родился 14 ноября 1909 в Москве в семье железнодорожников. Поочерёдно жил с родителями в Казахстане, Оренбургской области и др.
В 1932 году окончил Средневолжский краевой театральный техникум, потом служил в армии.
С 1933 года учился в Одесском сельскохозяйственном институте (Одесский государственный аграрный университет). Окончив институт в 1939 году, работал агрономом в колхозе имени Трофимова.
Воевал на фронтах Великой Отечественной войны до 1944 года. Участвовал в боях под Новочеркасском, Ворошиловоградом.
С 1944 года работал в Одессе директором пригородного хозяйства военторга в Одессе, потом старшим агрономрм земельного отдела городского совета Одессы, с 1945 года — в колхозе имени Карла Либкнехта. С 1945 года по 1962 год — агрономом, председателем колхоза.
Под руководством Гаврилкевича Бенедикта Брониславовича колхоз стал хозяйством — «миллионером» с современной производственной и социальной базой.
Указом Президиума Верховного Совета СССР от 22 марта 1966 года за достигнутые успехи в развитии животноводства, увеличении производства и заготовок мяса, молока, яиц, шерсти и другой продукции Гаврилкевичу Бенедикту Брониславовичу присвоено звание Героя Социалистического Труда с вручением ордена Ленина и Золотой медали «Серп и молот».
Работал до 1976 года. Находясь на пенсии, жил в Одессе. Умер 30 июня 1994 года в Одессе.

## Награды
Два ордена Ленина (1949, 1966)
Орден Трудового Красного Знамени (1971)
Медали ВДНХ СССР (две большие серебряные, три малые серебряные, 12 бронзовых).